# Musée André-Malraux (Verrières-le-Buisson)
Le musée André-Malraux  est un musée situé dans la commune française de Verrières-le-Buisson, dans le département de l'Essonne et la région Île-de-France.

## Situation
Le musée Communal de Verrières le Buisson  est installé au second étage de la Médiathèque, autrefois occupés par les ateliers et la ferme expérimentale des établissements Vilmorin, à proximité du centre-ville.

## Collections et œuvres
Le musée regroupe des collections d'objets d'histoire locale depuis la préhistoire, des tableaux  de l'église paroissiale et la collection de documents et objets légués par les artisans de la commune et la Sté des Ets Vilmorin.

## Pour approfondir